# Prevalje (gmina Lukovica)
Prevalje – wieś w Słowenii, w gminie Lukovica. W 2018 roku liczyła 47 mieszkańców.